# SMS Kaiser Franz Joseph I
El SMS Kaiser Franz Joseph I fue un Crucero protegido de la KuK Kriegsmarine, perteneciente a la clase Kaiser Franz Joseph I. bautizado en honor al Emperador Francisco José I de Austria-Hungría ; este crucero y su buque gemelo, el Kaiserin Elisabeth, fueron construidos como respuesta a los cruceros italianos Giovanni Bausan (1883) y Etna (1885). También en origen era un Torpedorammkreuzer es decir un Crucero (acorazado o protegido) torpedero, y siguiendo la línea de la generación anterior de buques de guerra austrohúngaros, con un espolón de ataque en la proa para embestir y echar a pique a los buques enemigos.

## Construcción
Construido en los astilleros imperiales del Stabilimento Tecnico Triestino en Trieste, el Kaiser Franz Joseph I era un buque de guerra de 3.967 toneladas de desplazamiento, medía 98 m de eslora con una manga de 15 metros y un calado medio de 5,8 m. La tripulación estaba compuesta por 450 hombres.

## Historial

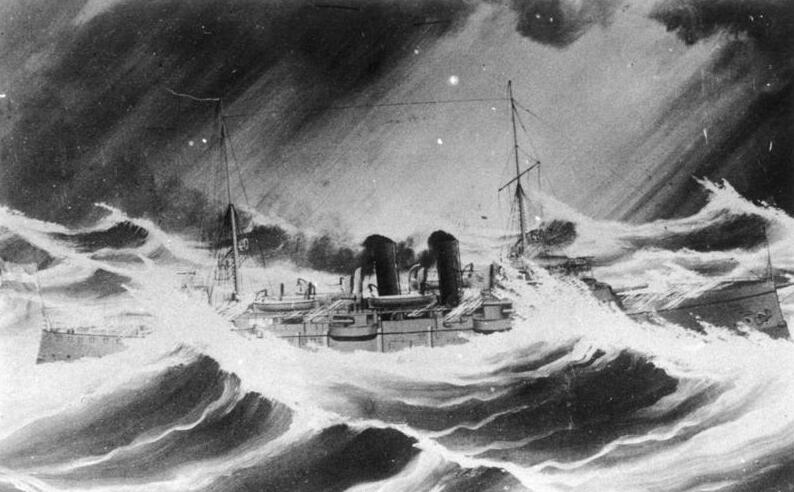
El SMS Kaiser Franz Joseph I durante la tormenta

A pesar de que el SMS Kaiser Franz Joseph I consumía una gran cantidad de carbón, en 1914 aún podía navegar a una velocidad muy razonable. Al inicio de la Primera Guerra Mundial, el Kaiser Franz Joseph I estaba sirviendo con la 2.ª División de Cruceros. Participó en el bombardeo de las baterías enemigas en el Monte Lovčen (que dominaban la Bahía de Cattaro), el 9 de septiembre de 1914 y de nuevo el 8/9 de enero de 1916. Más tarde fue asignado a un servicio de defensa subsidiaria local en Cattaro. Fue desarmado en 1917 para su uso como cuartel general flotante. Tras la derrota y la disolución del Imperio Austro-Húngaro, el Kaiser Franz Joseph I fue entregado a Francia en concepto de reparación de guerra. En su viaje de entrega, sin embargo, estaba sobrecargado con la maquinaria desmantelada y se fue a pique en un vendaval cerca de Kumbor en la Bahía de Cattaro el 17 de octubre de 1919. Parte de los restos fueron recuperados por una empresa holandesa en 1922 y por rescatadores yugoslavos en 1967.